# Terra Indígena Tumbalalá
A Terra Indígena Tumbalalá é uma terra indígena localizada ao norte do estado brasileiro da Bahia. Ocupa uma área de 336,45 hectares nos municípios de Abaré e Curaçá. As terras ainda não foram homologadas e são habitadas por 1 195 indígenas da etnia tumbalalá.